# Kim Amate López
Kim Amate López (Terrassa, 21 d'octubre de 1974) és un dissenyador gràfic i il·lustrador català. Va fer estudis d'il·lustració, disseny gràfic i pintura a l'Escola d'Arts Aplicades de Terrassa, a l'Escola Massana i a l'Escola La Llotja de Barcelona. Va treballar com a dissenyador gràfic i com a tècnic de preimpressió fins al 2009, quan va treballar com a maquetador dels diaris terrassencs l'Actualitat i el 9 Nou, moment en què va passar a dedicar-se al món editorial com a il·lustrador, dissenyador i maquetador freelance, principalment pel públic infantil i juvenil. L'any 2009 va ser guanyador, com a il·lustrador, del XXIX Premi Destino Apel·les Mestres per l'àlbum La ventana infinita, d'Andrés Pi Andreu.
Ha participat en diferents activitats organitzades per les biblioteques públiques de Terrassa. A la biblioteca del districte 4, dins del projecte Barris creatius i en el marc dels actes de celebració del Dia Internacional dels Museus, va participar com a tutor a l'activitat del llibre-objecte "L'imaginari hexagonal", que posteriorment va ser exposat a la Casa Soler i Palet (del 16 de maig a l'1 de juny de 2015).

## Exposicions
- El destí artificial de la truja blanca. Exposició de la seva obra pictòrica a la galeria Bat (Barcelona). Del 2 d'octubre al 15 de desembre de 2009.[2]